# ذباب صغير
ذباب صغير أو قمعيات (الاسم العلمي Midge)، حشرات صغيرة تتبع رُتيبة ذوات القرون الطويلة الريشية
(رتبة ذوات الجناحين) قريبة الشبه بالبعوض، وبعض أنواعها يلدغ ويمص دماء الثدييات،
تضع الإناث بيضها على الأعشاب النامية على حافات المسطحات المائية الضحلة والضعيفة الجريان
حيث تعيش اليرقات في طينها، وتُعرف هذه اليرقات بالديدان الدموية نظرًا لحمرة خياشيمها.